# Antlia
Antlia (Ant), a Máquina Pneumática, é uma constelação do hemisfério celestial sul. O genitivo, usado para formar nomes de estrelas, é Antliae.
A Máquina Pneumática é uma das muitas constelações introduzidas por Nicolas Louis de Lacaille para preencher o céu do hemisfério sul, batizada em celebração à recém-inventada bomba de ar de Robert Boyle. Está localizada em uma parte bastante deserta do céu austral.
As constelações vizinhas são a Hidra, a Bússola, o Velame e o Centauro.

## História

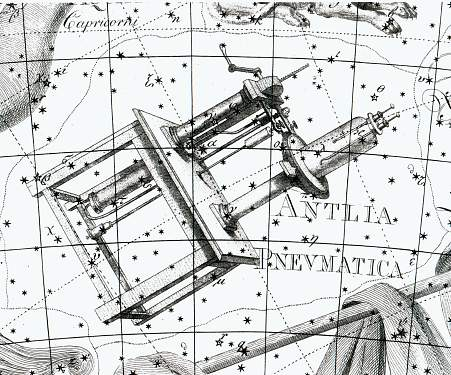
Representação da constelação Máquina Pneumática por Johann Bode.

A Máquina Pneumática foi criada em 1756 pelo astrônomo francês Nicolas Louis de Lacaille, junto com outras treze constelações para preencher regiões pouco brilhantes do hemisfério sul celestial. Apesar de visível para os astrônomos da Grécia antiga, suas estrelas eram muito fracas para serem incluídas em alguma constelação. Por isso, as principais não têm padrão específico, fazendo a constelação carecer de objetos brilhantes de céu profundo.  Originalmente, chamava-se Antlia pneumatica ("Máquina Pneumática" em francês) em celebração à bomba de ar inventada pelo físico francês Denis Papin. Lacaille e Johann Bode retrataram a Máquina Pneumática de maneira diferente, tanto como uma bomba de ar com um cilindro usada nos experimentos iniciais de Papin, quanto a versão mais avançada, de dois cilindros. Mais tarde a União Astronômica Internacional adotou a Máquina como uma das oitenta e oito constelações oficiais da Astronomia atual. Não possui uma mitologia associada, uma vez que Lacaille quebrou com a tradição de dar mitônimos a constelações, preferindo invés disso nomes de instrumentos científicos.

## Objetos notáveis

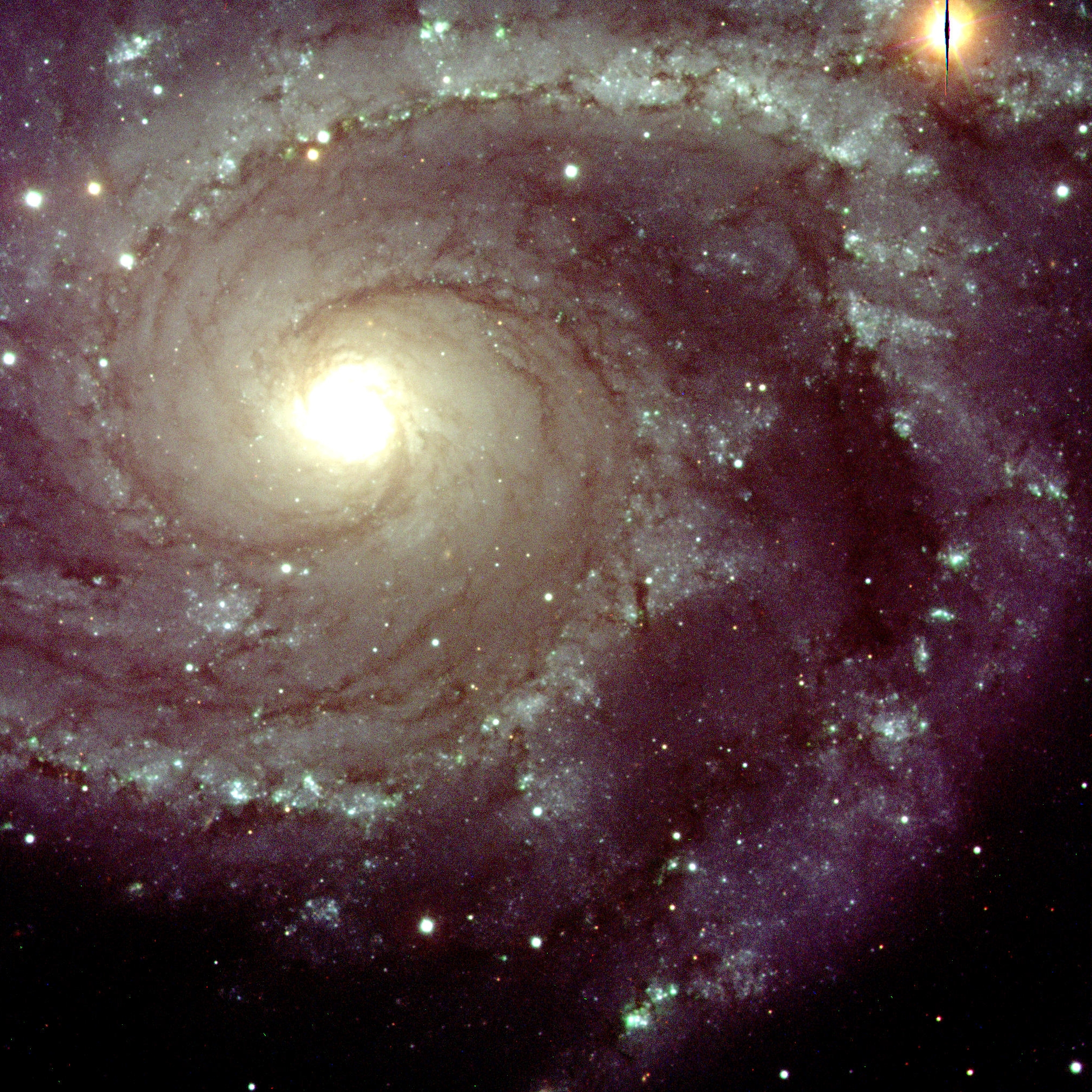
NGC 2997.

### Estrelas
- α Antliae é a estrela mais brilhante da constelação, com magnitude aparente de 4,25.[3] É uma estrela gigante de classe M0 localizada a 366 anos-luz da Terra.[2]
- δ Antliae é uma estrela dupla azul a 481 ano-luz da Terra. O componente primário tem magnitude 5,6 e o secundário magnitude 9,6.[2]
- ζ Antliae é uma estrela dupla a 373 anos-luz da Terra. ζ1 Ant tem magnitude 5,8, e é também uma estrela dupla com magnitude 6,2 e 7,0. ζ2 Ant tem magnitude 5,9.[2]

### Objetos de céu profundo
A Máquina Pneumática possui poucos objetos de céu profundo. Não contém nenhum aglomerado globular, nebulosa planetária ou aglomerado aberto. Contudo, contém várias galáxias.
NGC 2997 é uma galáxia espiral do tipo Sc. É a galáxia mais brilhante da constelação, com uma magnitude de 10,6.
A Anã de Antlia é uma galáxia anã esferoidal de magnitude 14,8 que pertence ao Grupo Local. Foi descoberta apenas em 1997.

## Na astronomia oriental
Astrônomos chineses conseguiam visualizá-la de suas latitudes, e incorporaram as estrelas da constelação em duas outras diferentes. Várias estrelas da parte sul da Máquina Pneumática representavam "Dong'ou", uma constelação chinesa  que representava uma área da China meridional. Além disso, Epsilon Antliae, Eta Antliae, e Theta Antliae foram incorporadas no Templo do Céu, que também continha estrelas da constelação da Bússola.